# Fuse ODG
Fuse ODG, pseudonimo di Nana Richard Abiona (Tooting, 2 dicembre 1988), è un cantante britannico di origini ghanesi.

## Biografia
Fuse ODG ha esordito nell'industria discografica con l'album in studio T.I.N.A., classificatosi al 25º posto nella Official Albums Chart e certificato argento dalla British Phonographic Industry. I disco contiene quattro brani entrati nella top ten britannica, tra cui Antenna e Dangerous Love, entrambi platino per aver venduto 600 000 unità ciascuno.
Ha ricevuto la nomination per l'MTV Europe Music Award al miglior artista africano del 2013. È stato premiato con due riconoscimenti ai MOBO Awards. Nella prima metà del 2019 è uscito New Africa Nation, secondo progetto in studio.

## Discografia

### Album in studio
- 2014 – T.I.N.A.
- 2019 – New Africa Nation

### EP
- 2019 – Road to Ghana, Vol. 1

### Singoli
- 2013 – Antenna
- 2014 – T.I.N.A. (feat. Angel)
- 2016 – BomBae (con Zack Knight e Badshah)
- 2016 – Jinja
- 2017 – Mary Mary (feat. Big Narstie)
- 2017 – Diary (feat. Tiwa Savage)
- 2017 – Window Seat
- 2017 – Sunrise (con Jillionaire e Fatman Scoop)
- 2017 – No Daylight
- 2017 – Boa Me (feat. Ed Sheeran & Mugeez)
- 2018 – Island
- 2018 – New African Girl (feat. Kuami Eugene & Kidi)
- 2019 – Cool Down (feat. Kwamz & Flava, Olamide & Joey B)
- 2019 – Far Away (con Henry X)
- 2019 – Timeless (feat. Kwesi Arthur)
- 2019 – Whole Place (con Bunji Garlin)
- 2019 – Lazy Day (feat. Danny Ocean)
- 2020 – Laugh Out Loud (feat. Shatta Wale)
- 2020 – Libation
- 2020 – Winning (feat. Itz Tiffany)
- 2020 – 1990 (con Ghetto Boy e King Perryy)
- 2021 – Jekka
- 2021 – On a Million (con Heavy-K e Safwes Gods)
- 2021 – Booze Anthem (con Quamina MP e Kofi Kinaata)
- 2021 – African Lady (Antenna) (con Rudy)
- 2022 – Back to the Streets (con Origin8a & Propa e Benny Page)
- 2022 – What It Do
- 2022 – Get Down
- 2023 – Kiki (con Leftizzle)
- 2023 – Gwen Stefani (con A-Star)
- 2023 – Location (con Suspect OTB)
- 2023 – Ice
- 2023 – 22 Tattoos
- 2023 – 3eak A.M. (Waistline)
- 2023 – 100% (con Kuami Eugene)